# Lagos International 2017
Die Lagos International 2017 im Badminton fanden vom 26. bis zum 29. Juli 2017 in Lagos statt.

## Sieger und Platzierte
| Disziplin    | Gold                               | Silber                                 | Bronze                                 |
| ------------ | ---------------------------------- | -------------------------------------- | -------------------------------------- |
| Herreneinzel | Rahul Yadav Chittaboina            | Karan Rajan Rajarajan                  | Emmanuel Donkor                        |
| Herreneinzel | Rahul Yadav Chittaboina            | Karan Rajan Rajarajan                  | Misha Zilberman                        |
| Dameneinzel  | Thilini Pramodika                  | Mugdha Agrey                           | Dorcas Ajoke Adesokan                  |
| Dameneinzel  | Thilini Pramodika                  | Mugdha Agrey                           | Vaidehi Choudhari                      |
| Herrendoppel | Manu Attri B. Sumeeth Reddy        | Godwin Olofua Anuoluwapo Juwon Opeyori | Habeeb Temitope Bello Ayo Isiaq Usman  |
| Herrendoppel | Manu Attri B. Sumeeth Reddy        | Godwin Olofua Anuoluwapo Juwon Opeyori | Abdelrahman Abdelhakim Ahmed Salah     |
| Damendoppel  | Thilini Pramodika Kavidi Ishadika  | Zainab Momoh Ramatu Yakubu             | Shamim Bangi Aisha Nakiyemba           |
| Damendoppel  | Thilini Pramodika Kavidi Ishadika  | Zainab Momoh Ramatu Yakubu             | Doha Hany Hadia Hosny                  |
| Mixed        | Misha Zilberman Svetlana Zilberman | Duarte Nuno Anjo Sofia Setim           | Emmanuel Donkor Stella Koteikai Amasah |
| Mixed        | Misha Zilberman Svetlana Zilberman | Duarte Nuno Anjo Sofia Setim           | Ahmed Salah Menna Eltanany             |